# 北緯57度線
北緯57度線（ほくい57どせん）は、地球の赤道面より北に地理緯度にして57度の角度を成す緯線。ヨーロッパ、アジア、太平洋、北アメリカ、大西洋を通過する。
この緯度の下では、夏至点時の可照時間は17時間53分で、冬至点時は6時間43分である。

## 通過する地域一覧
北緯57度線は、本初子午線から東に向かって以下の場所を通っている。
| 地理座標                                               | 国土・領土・領海           | 備考                                                                          |
| ------------------------------------------------------ | -------------------------- | ----------------------------------------------------------------------------- |
| 北緯57度0分 東経0度0分 / 北緯57.000度 東経0.000度      | 北海                       |                                                                               |
| 北緯57度0分 東経8度26分 / 北緯57.000度 東経8.433度     | デンマーク                 | ヴェンシュセルチュー島、ユトランド半島（本土）                                |
| 北緯57度0分 東経10度21分 / 北緯57.000度 東経10.350度   | カテガット海峡             |                                                                               |
| 北緯57度0分 東経12度21分 / 北緯57.000度 東経12.350度   | スウェーデン               |                                                                               |
| 北緯57度0分 東経16度32分 / 北緯57.000度 東経16.533度   | カルマル海峡               |                                                                               |
| 北緯57度0分 東経16度47分 / 北緯57.000度 東経16.783度   | スウェーデン               | エーランド島                                                                  |
| 北緯57度0分 東経16度55分 / 北緯57.000度 東経16.917度   | バルト海                   |                                                                               |
| 北緯57度0分 東経18度13分 / 北緯57.000度 東経18.217度   | スウェーデン               | ゴットランド島                                                                |
| 北緯57度0分 東経18度24分 / 北緯57.000度 東経18.400度   | バルト海                   |                                                                               |
| 北緯57度0分 東経21度22分 / 北緯57.000度 東経21.367度   | ラトビア                   |                                                                               |
| 北緯57度0分 東経23度32分 / 北緯57.000度 東経23.533度   | リガ湾                     |                                                                               |
| 北緯57度0分 東経23度54分 / 北緯57.000度 東経23.900度   | ラトビア                   | リガの北を通過                                                                |
| 北緯57度0分 東経27度43分 / 北緯57.000度 東経27.717度   | ロシア                     |                                                                               |
| 北緯57度0分 東経138度45分 / 北緯57.000度 東経138.750度 | オホーツク海               |                                                                               |
| 北緯57度0分 東経156度31分 / 北緯57.000度 東経156.517度 | ロシア                     | カムチャツカ半島                                                              |
| 北緯57度0分 東経162度51分 / 北緯57.000度 東経162.850度 | ベーリング海               | アメリカ合衆国アラスカ州セントポール島の南を通過                              |
| 北緯57度0分 西経158度40分 / 北緯57.000度 西経158.667度 | アメリカ合衆国             | アラスカ州 - アラスカ半島                                                     |
| 北緯57度0分 西経156度33分 / 北緯57.000度 西経156.550度 | 太平洋                     | アラスカ湾                                                                    |
| 北緯57度0分 西経154度32分 / 北緯57.000度 西経154.533度 | アメリカ合衆国             | アラスカ州 - コディアック島、シットカリダック島（英語版）                     |
| 北緯57度0分 西経153度17分 / 北緯57.000度 西経153.283度 | 太平洋                     | アラスカ湾                                                                    |
| 北緯57度0分 西経135度50分 / 北緯57.000度 西経135.833度 | アメリカ合衆国             | アラスカ州 - クルソフ島（英語版）                                             |
| 北緯57度0分 西経135度45分 / 北緯57.000度 西経135.750度 | シトカ海峡（英語版）       |                                                                               |
| 北緯57度0分 西経135度15分 / 北緯57.000度 西経135.250度 | アメリカ合衆国             | アラスカ州 - バラノフ島                                                       |
| 北緯57度0分 西経134度43分 / 北緯57.000度 西経134.717度 | チャタム海峡               | アメリカ合衆国アラスカ州アドミラルティ島の南を通過                            |
| 北緯57度0分 西経134度30分 / 北緯57.000度 西経134.500度 | フレデリック海峡（英語版） |                                                                               |
| 北緯57度0分 西経134度0分 / 北緯57.000度 西経134.000度  | アメリカ合衆国             | アラスカ州 - クプリアノフ島（英語版）、アラスカ・パンハンドル                 |
| 北緯57度0分 西経132度3分 / 北緯57.000度 西経132.050度  | カナダ                     | ブリティッシュコロンビア州 アルバータ州 サスカチュワン州 マニトバ州           |
| 北緯57度0分 西経89度54分 / 北緯57.000度 西経89.900度   | ハドソン湾                 | カナダ・ヌナブト準州ベルチャー諸島の北を通過                                  |
| 北緯57度0分 西経76度42分 / 北緯57.000度 西経76.700度   | カナダ                     | ヌナブト準州 - クリスティー島 ケベック州 ニューファンドランド・ラブラドール州 |
| 北緯57度0分 西経61度22分 / 北緯57.000度 西経61.367度   | 大西洋                     |                                                                               |
| 北緯57度0分 西経7度31分 / 北緯57.000度 西経7.517度     | イギリス                   | スコットランド - バラ島                                                       |
| 北緯57度0分 西経7度22分 / 北緯57.000度 西経7.367度     | ヘブリディーズ海           |                                                                               |
| 北緯57度0分 西経6度27分 / 北緯57.000度 西経6.450度     | イギリス                   | スコットランド - ラム島                                                       |
| 北緯57度0分 西経6度15分 / 北緯57.000度 西経6.250度     | ヘブリディーズ海           |                                                                               |
| 北緯57度0分 西経5度50分 / 北緯57.000度 西経5.833度     | イギリス                   | スコットランド                                                                |
| 北緯57度0分 西経2度10分 / 北緯57.000度 西経2.167度     | 北海                       |                                                                               |